# Villabrágima
Villabrágima is een gemeente in de Spaanse provincie Valladolid in de regio Castilië en León met een oppervlakte van 67,13 km². Villabrágima telt 1.045 inwoners (1 januari 2016).